# کیت آلن (هنرپیشه)
کیت آلن (انگلیسی: Keith Allen؛ زادهٔ ۲ ژوئن ۱۹۵۳) یک هنرپیشه، مجری، پدیدآور، و کارگردان اهل بریتانیا است. وی از سال ۱۹۷۹ میلادی تاکنون مشغول فعالیت بوده‌است. او پدر لی‌لی آلن خواننده و آلفی آلن بازیگر و نیز برادر کوین آلن بازیگر است.
او در فیلم‌های رسوایی، شیکاگو جو و دختر نمایش و قتل‌های باکینگهام بازی کرده‌است.